# Sixten Jernberg
Eddy Sixten Jernberg (6 de febrero de 1929 - 14 de julio de 2012) fue un esquiador sueco.
Jernberg nació en Malung, Provincia de Dalarna. Era herrero y leñador antes de comenzar su carrera como esquiador a distancia. Su carrera se prolongó desde el Campeonato Mundial de Esquí Nórdico en Falun en 1954 hasta los Juegos Olímpicos de Innsbruck 1964 en Innsbruck, ganó cuatro medallas de oro en campeonatos del mundo y nueve medallas olímpicas. Entre sus hazañas únicas son que, en 12 aperturas, más de tres Juegos de Invierno consecutivos, no llegó a terminar peor que el quinto.
Jernberg se especializó en las distancias más largas, con cuatro de sus ocho medallas de oro viene en la distancia de 50 km, uno era más de 30 km y tres en 4 x 10 km. También ganó en Vasaloppet dos veces, 1955 y 1960. También ganó los 15 kilómetros en el festival de esquí de Holmenkollen en 1954.
Por sus éxitos de esquí de fondo, Jernberg fue galardonado con la medalla de Holmenkollen en 1960 (compartido con Helmut Recknagel, Stensheim Sverre y Knutsen Tormod). También fue galardonado con la medalla de oro de Svenska Dagbladet en 1956 (compartido con el pentatleta Lars Hall).
Jernberg se retiró después de los Juegos Olímpicos de Invierno de 1964. En 1965, el Comité Olímpico Internacional (COI) otorgó a Jernberg el Trofeo Mohamed Taher por sus contribuciones al esquí de fondo. 